# Esperimento del caffè di Gustavo III di Svezia

Gustavo III di Svezia (1746–1792) era determinato a provare scientificamente gli effetti negativi del consumo di caffè sulla salute.

L'esperimento del caffè di Gustavo III di Svezia fu un esperimento condotto nel XVIII secolo su due gemelli e ordinato dal re svedese per studiare gli effetti del caffè sulla salute umana. Anche se alcuni ritengono dubbia l'autenticità dell'esperimento in questione, la prova non riuscì a dimostrare che il caffè fosse una bevanda pericolosa.

## Storia
Il caffè venne importato in Svezia per la prima volta intorno all'anno 1674 e il suo consumo rimase basso fino all'inizio del XVIII secolo, quando divenne di moda tra le classi benestanti. Nel 1746 fu emanato un editto reale contro il consumo di caffè e tè per contrastarne gli abusi e gli eccessi. Furono imposte tasse elevate sul consumo di questi prodotti e il mancato pagamento della tassa sulla sostanza comportava multe e la confisca di tazze e piattini.
Successivamente in Svezia il caffè venne completamente vietato; ciononostante il suo consumo continuò. Re Gustavo III, che considerava il consumo di caffè una minaccia per la salute pubblica ed era determinato a dimostrarne gli effetti negativi sulla salute, ordinò l'esecuzione di un esperimento medico.

### L'esperimento
Il re ordinò che l'esperimento fosse condotto coinvolgendo due gemelli identici che si trovavano in prigione in attesa dell'esecuzione della condanna a morte per i crimini commessi. Entrambe le loro pene vennero commutate nell'imprigionamento a vita a condizione che per il resto della loro vita uno dei due bevesse tre tazze di caffè al giorno, mentre l'altro avrebbe bevuto la stessa quantità di tè. Due medici furono nominati per supervisionare l'esperimento e riferirne il risultato al re.
Tuttavia entrambi i prigionieri morirono, presumibilmente per cause naturali, prima che l'esperimento fosse completato. Anche Gustavo III morì prima di vedere l'esito finale del suo esperimento: venne infatti assassinato il 16 marzo 1792 da un gruppo di cospiratori durante un ballo in maschera al teatro dell'opera di Stoccolma. A ogni modo tra i due gemelli quello che bevve tè fu il primo a morire all'età di 83 anni, mentre la data di morte del fratello non è nota.

### Conseguenze
Nel 1794 il governo cercò ancora una volta di imporre un divieto sul consumo di caffè. Questo venne rinnovato più volte fino al 1820, senza riuscire mai a eliminarne il consumo. Una volta abolito il divieto, il caffè tornò a essere una bevanda molto popolare in Svezia che da allora è uno dei paesi con il più alto consumo di caffè pro capite al mondo. L'esperimento è scherzosamente definito come il primo studio clinico svedese.